# Kościerzyna-Wybudowanie
Kościerzyna-Wybudowanie (dodatkowa nazwa w j. kaszub. Kòscérzna-Pùstczi) – wieś kaszubska w Polsce na Pojezierzu Kaszubskim położona w województwie pomorskim, w powiecie kościerskim, w gminie Kościerzyna
Do końca 1969 roku w granicach miasta Kościerzyna.
Wieś położona  przy drodze wojewódzkiej nr . Wieś graniczy z północnymi krańcami Kościerzyny, stanowi sołectwo gminy Kościerzyna, o powierzchni 1195,42 ha.
W latach 1975–1998 miejscowość administracyjnie należała do województwa gdańskiego.